# Diac
Pour les articles homonymes, voir DIAC (homonymie).
 (septembre 2016).
Si vous disposez d'ouvrages ou d'articles de référence ou si vous connaissez des sites web de qualité traitant du thème abordé ici, merci de compléter l'article en donnant les références utiles à sa vérifiabilité et en les liant à la section « Notes et références ».

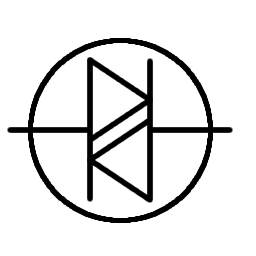
Représentation symbolique d'un Diac

Un diac (à l'origine un sigle pour le terme anglais diode for alternating current) est un composant électronique à amorçage (bidirectionnel) par la tension à ses bornes. Bien qu'il ressemble physiquement à une diode zener, sa constitution et son fonctionnement sont très différents.
Sa principale application est la commande d'allumage de triacs.

## Description

Constitution d'un Diac

Le diac est composé comme un thyristor d'une triple jonction PNPN (la gâchette est absente). Les extrémités sont plus fortement dopées. L'amorçage se produit lorsque les zones de diffusion des jonctions extrêmes tendent à se rencontrer sous l'effet de l'application d'une différence de potentiel.
La mise en parallèle (tête-bêche) des deux circuits permet le fonctionnement bidirectionnel.

## Caractéristiques

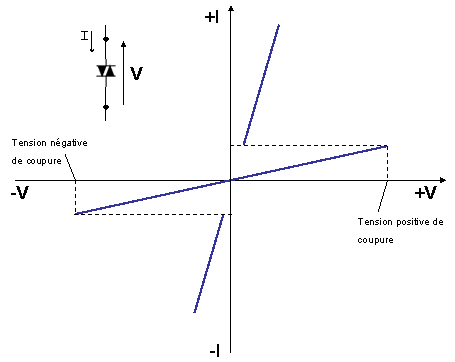
Caractéristique idéale courant/tension d'un DIAC.

Diac : Circuit équivalent

Comme on peut le voir sur sa caractéristique courant/tension, le diac ne conduit pas le courant tant qu'une différence de potentiel suffisante (généralement 32 V) n'est pas appliquée à ses bornes. Une fois ce seuil atteint, le diac entre en conduction (amorçage) et y reste tant qu'un courant minimum le traverse (généralement quelques dizaines de microampères). En deçà, le diac se désamorce et cesse de conduire le courant.
Le diac est équivalent à un montage composé de deux thyristors commandés chacun par une diode Zener en série avec une diode idéale et montés tête-bêche. Ce modèle possède des caractéristiques très proches du diac utilisables en simulation.
Les caractéristiques normalisées du diac sont également proches des petits voyants néons (dont les seuils sont de l'ordre de 80 à 300V)
Le diac présente des fuites intrinsèques de quelques microampères à l'état non passant.
Sa barrière de potentiel à l'état passant est comparable à un thyristor (1,2 V) et son coefficient de température est négatif comme la plupart des semiconducteurs.
Le diac supporte également comme le thyristor et le triac des pointes de courant répétitives assez élevées (plusieurs ampères).
Les diacs courants présentent une dissymétrie de seuil typique d'environ 10 % (3 à 4 V) qui peut être gênante dans certaines applications, notamment pour la commande de charges inductives. (risques de magnétisation ou de saturation)
Le diac est également sensible à la vitesse de croissance du potentiel appliqué à ses bornes (dV/dt) et s'amorcer avant son seuil (au-delà de 10 à 20 V/µs).

## Applications
En raison de sa caractéristique courant tension symétrique le diac est idéal pour la commande en courant alternatif. Il est essentiellement utilisé pour la commande en quatre quadrants des triacs dans la réalisation de variateurs simples (ou gradateurs) pour éclairages ou petits moteurs en courant alternatif.
Le montage le plus courant utilise un déphaseur composé d'une résistance ajustable (potentiomètre) et d'un condensateur avec lequel on commande via le diac un triac selon un angle variable.
Une application moins connue du diac est l'oscillateur à relaxation. Ce montage qui permet de générer un signal « en dents de scie » ou des impulsions de courant cycliques, utilise un simple réseau résistance-capacité en série et un diac. 
Ce type d'oscillateur était jadis réalisé en utilisant un néon et est, actuellement, couramment réalisé avec un transistor unijonction dont le seuil de déclenchement est beaucoup plus faible.

Exemples d'applications
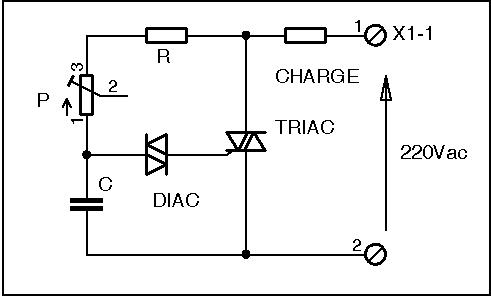
Principe du variateur à diac
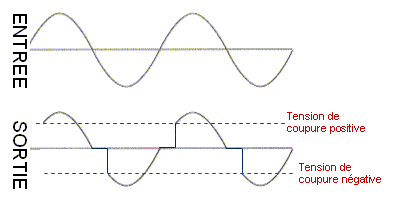
Signaux de sortie
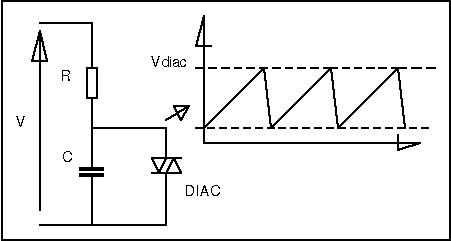
Oscillateur à relaxation à diac